# Keret (Karelië)
Keret (Russisch: Кереть, Fins: Kierettijärvi) is een meer in de deelrepubliek Karelië in het noordwesten van Rusland. Het meer heeft een oppervlakte van 223 km². De oevers van het meer bestaan vooral uit naaldbos. Er liggen ongeveer 130 eilanden in het meer. Het meer wordt gebruikt voor visserij en jaarlijks ligt er van begin november tot eind mei ijs op het meer.